# Entodon microcarpus
Entodon microcarpus là một loài rêu trong họ Entodontaceae. Loài này được Broth. mô tả khoa học đầu tiên năm 1898.